# Gregorio Eseverri
Gregorio Eseverri (San Nicolás de los Arroyos, Buenos Aires, 25 de febrero de 1987) es un exjugador de básquetbol argentino que se desempeñaba en la posición de alero. 

## Trayectoria

### Clubes
| Club                     | País      | Año         |
| ------------------------ | --------- | ----------- |
| Belgrano de San Nicolás  | Argentina | 2003 - 2010 |
| Quilmes de Mar del Plata | Argentina | 2010 - 2013 |
| Alianza Viedma           | Argentina | 2013 - 2015 |
| San Isidro               | Argentina | 2015        |
| Salta Basket             | Argentina | 2015 - 2017 |
| Libertad de Sunchales    | Argentina | 2017 - 2018 |
| Salta Basket             | Argentina | 2018 - 2019 |
| Quilmes de Mar del Plata | Argentina | 2019 - 2020 |
| Oberá                    | Argentina | 2020 - 2021 |
| Belgrano de San Nicolás  | Argentina | 2021        |
| Sportivo Pilar           | Argentina | 2021        |
| Colón de Santa Fe        | Argentina | 2022        |
| Quilmes de Mar del Plata | Argentina | 2022 - 2023 |